# 山田村 (石川県)
山田村（やまだむら）は、石川県鳳至郡に存在した村である。

## 地理

### 隣接していた市町村
- 村
  - 鵜川村・三波村・神野村・岩井戸村・三井村・南北村・兜村・諸橋村

## 歴史

### 沿革
- 1889年（明治22年）4月1日 町村制の施行により、鳳至郡山田村、瑞穂村、柿生村、宮地村、鮭地村、柏木村、本木村、武連村、太田原村及び爼倉（まないたぐら）村を廃し、その区域をもって鳳至郡山田村を設置する。
- 1908年（明治41年）4月1日 鳳至郡鵜川村及び山田村を廃し、その区域をもって鳳至郡鵜川村を設置する。山田村の10大字は鵜川村に継承。

## 行政

### 村長
| 代 | 人 | 氏名       | 就任                   | 退任                      | 備考     |
| -- | -- | ---------- | ---------------------- | ------------------------- | -------- |
| 1  | 1  | 水上仙次郎 | 1889年（明治22年）     | 1893年（明治26年）        |          |
| 2  | 2  | 藤原才一郎 | 1893年（明治26年）     | 1895年（明治28年）        |          |
| 3  | 3  | 国分直一   | 1895年（明治28年）     | 1897年（明治30年）        |          |
| 4  |    | 藤原才一郎 | 1897年（明治30年）     | 1898年（明治31年）        |          |
| 5  | 4  | 舘君太郎   | 1898年（明治31年）     | 1901年（明治34年）4月     |          |
| 6  | 5  | 前田栄七   | 1901年（明治34年）6月  | 1903年（明治36年）12月    |          |
| 7  |    | 舘君太郎   | 1903年（明治36年）12月 | 1907年（明治40年）10月    |          |
|    |    | 篠森孫平   | 1907年（明治40年）11月 | 1908年（明治41年）3月31日 | 臨時代理 |